# Кодзава, Рюки
Рю́ки Кодза́ва (яп. 小澤 竜己 Кодзава Рю:ки, 6 февраля 1988, Нагоя, Япония) — японский футболист, нападающий. Брат актрисы Марины Кодзава.

## Карьера
В 2003 году Рюки Кодзава начал играть в футбольном клубе школы Аомори Ямада на позиции нападающего, в 2004 году он в составе юношеской сборной Японии до 16 лет принял участие в турнире Монтайгу во Франции. В нём сборная Японии заняла 1-е место, а Рюки Кодзава оформил хет-трик в финале против сборной Италии, а также стал лучшим бомбардиром турнира.
В начале 2006 года Рюки Кодзава подписал свой первый профессиональный контракт с клубом «Токио», а 22 апреля того же года, в матче с «Гамба Осака», он дебютировал в 1-м дивизионе Джей-лиги.
Летом 2012 года Рюки Кодзава присоединился к латвийскому клубу «Гулбене».

### Статистика выступлений
| Выступление      | Выступление      | Выступление      | Чемпионат | Чемпионат | Кубок | Кубок | Кубок лиги | Кубок лиги | Итого | Итого |
| Клуб             | Лига             | Сезон            | Игры      | Голы      | Игры  | Голы  | Игры       | Голы       | Игры  | Голы  |
| ---------------- | ---------------- | ---------------- | --------- | --------- | ----- | ----- | ---------- | ---------- | ----- | ----- |
| Токио            | J1               | 2006             | 3         | 0         | 0     | 0     | 3          | 0          | 6     | 0     |
| Токио            | J1               | 2007             | 0         | 0         | 0     | 0     | 0          | 0          | 0     | 0     |
| Гайнарэ Тоттори  | JFL              | 2008             | 29        | 11        | 1     | 0     | —          | —          | 30    | 11    |
| Гайнарэ Тоттори  | JFL              | 2009             | 19        | 6         | 0     | 0     | —          | —          | 19    | 6     |
| Гайнарэ Тоттори  | JFL              | 2010             | 8         | 1         | 0     | 0     | —          | —          | 8     | 1     |
| Блаублиц Акита   | JFL              | 2011             | 20        | 2         | 2     | 1     | —          | —          | 22    | 3     |
| Паттайя Юнайтед  | Премьер-лига     | 2012             | ?         | ?         | ?     | ?     | —          | —          | ?     | ?     |
| Гулбене          | Высшая лига      | 2012             | 9         | 0         | —     | —     | —          | —          | 9     | 0     |
| Всего за карьеру | Всего за карьеру | Всего за карьеру | ?         | ?         | ?     | ?     | 3          | 0          | ?     | ?     |

## Достижения
- Победитель турнира Монтайгу[фр.]: 2004.
- Чемпион Японской футбольной лиги: 2010.